# Liste der Botschafter der Vereinigten Staaten in Kenia

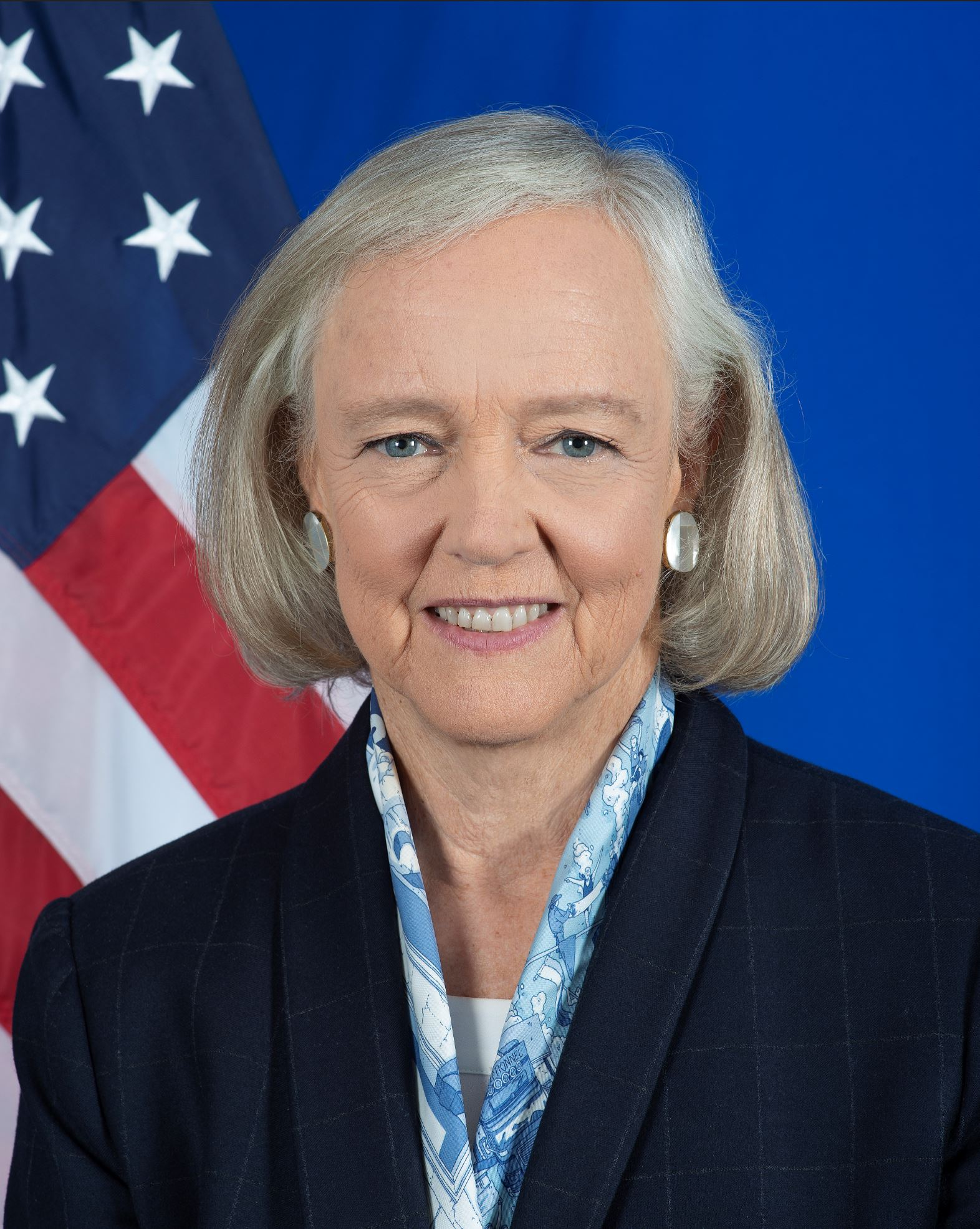
Meg Whitman, bis November 2024 US-Botschafterin in Kenia

Der Botschafter der Vereinigten Staaten in Kenia ist der Botschafter der Vereinigten Staaten in Kenia.

## Botschafter
| Amtszeit  | Name                    | Bemerkung                                                            |
| --------- | ----------------------- | -------------------------------------------------------------------- |
| 1963–     | Laurence C. Vass        | Chargé d’Affaires ad interim                                         |
| 1964–1966 | William Attwood         |                                                                      |
| 1966–1969 | Glenn W. Ferguson       |                                                                      |
| 1969–1973 | Robinson McIlvaine      |                                                                      |
| 1974–1977 | Anthony Dryden Marshall | Ab 1976 auch akkreditiert auf den Seychellen, stationiert in Nairobi |
| 1977–1980 | Wilbert J. LeMelle      | Auch akkreditiert auf den Seychellen, stationiert in Nairobi         |
| 1980–1983 | William C. Harrop       | Auch akkreditiert auf den Seychellen, stationiert in Nairobi         |
| 1983–1986 | Gerald Eustis Thomas    |                                                                      |
| 1986–1989 | Elinor G. Constable     |                                                                      |
| 1989–1993 | Smith Hempstone         |                                                                      |
| 1993–1996 | Aurelia E. Brazeal      |                                                                      |
| 1996–1999 | Prudence Bushnell       |                                                                      |
| 1999–2003 | Johnnie Carson          |                                                                      |
| 2003–2006 | William M. Bellamy      |                                                                      |
| 2006–2011 | Michael Ranneberger     |                                                                      |
| 2011–2012 | Scott Gration           |                                                                      |
| 2013–2019 | Robert F. Godec         |                                                                      |
| 2019–2021 | Kyle McCarter           |                                                                      |
| 2022–2024 | Meg Whitman             |                                                                      |